# Heterokromatin
A heterokromatin a kromatin olyan típusa, mely nem aktív. A DNS-t körülvevő hiszton fehérjék szoros kapcsolata miatt a polimeráz (DNS-ről RNS átírást végző) enzim nem fér hozzá a DNS-hez. Két fő típusa van, a konstitutív és a fakultatív heterokromatin.
A konstitutív heterokromatin sohasem íródik át, mind funkciójában, mind formájában irreverzibilisen inaktívvá vált. Az emberi kromoszómák közül az 1-es, 9-es, 16-os és az Y-kromoszóma tartalmaz ilyen régiókat. Az ilyen fajtájú inaktiválódásnak a génexpresszióban (gének mRNS-be történő átírásában)  játszott szerepe fontos tényező a sejt differenciációjában. Ha a sejtet előkezeljük, eltüntetve a DNS 60%-át, és megfestjük Giemsa-festékkel, csak a konstitutív heterokromatin régiók festődnek meg, sötét sávokat eredményezve fénymikroszkóp alatt. Mivel ezen sávok leginkább a centromereknél (a kromoszómák közepénél) és az Y-kromoszóma végénél jelentkeznek, C-sávoknak nevezték el őket.
A fakultatív heterokromatinnak megvan a képessége, hogy visszatérjen az eukromatikus állapotba, ezzel lehetővé téve génjeinek kifejeződését. A nőkben található inaktív X-kromoszómájuk ilyen kromatinból áll. Valószínűleg ezen kromatin régiók metilációval és hiszton acetilációval tudnak ebben az állapotukban maradni, megakadályozva az enzimeket, hogy a DNS-hez férjenek. 
A Giemsa-festés fénymikroszkóp alatt, egy fluoreszcens eljárás (Quinacrin-festés) pedig fluoreszcens mikroszkópban egyaránt kimutatja a fakultatív heterokromatin régiókat. Ezeket nevezzük sötét Giemsa-sávoknak és erősebben fluoreszkáló Q-sávoknak.